# Hemsjön, Härjedalen
Hemsjön är en sjö i Härjedalens kommun i Härjedalen och ingår i Ljusnans huvudavrinningsområde. Sjön har en area på 0,234 kvadratkilometer och ligger 609 meter över havet.

## Delavrinningsområde
Hemsjön ingår i det delavrinningsområde (692240-136533) som SMHI kallar för Mynnar i Ljusnan. Medelhöjden är 642 meter över havet och ytan är 33,08 kvadratkilometer. Det finns inga avrinningsområden uppströms utan avrinningsområdet är högsta punkten. Vattendraget som avvattnar avrinningsområdet har biflödesordning 2, vilket innebär att vattnet flödar genom totalt 2 vattendrag innan det når havet efter 348 kilometer. Avrinningsområdet består mestadels av skog (91 procent). Avrinningsområdet har 0,35 kvadratkilometer vattenytor vilket ger det en sjöprocent på 1,1 procent.